# Desa Karyabakti (administrativ by i Indonesien, lat -7,51, long 108,11)
Desa Karyabakti är en administrativ by i Indonesien.   Den ligger i provinsen Jawa Barat, i den västra delen av landet, 200 km sydost om huvudstaden Jakarta.